# Steven Hartov
Steven Hartov is een Amerikaans-Israëlisch auteur van thrillers.
Hartov is een voormalig geheim agent bij de Israëlische Mossad.
Al zijn thrillers zijn gescreend door de militaire censor van het Israëlische defensieleger.

## Film
Het boek De hitte van Ramadan werd in 2002 verfilmd als The Point Men met in de hoofdrol Christopher Lambert als Eytan Eckstein.